# Jablonica
Jablonica je obec v okrese Senica v Trnavském kraji na Slovensku. Žije v ní přibližně 2 300 obyvatel. Byla založena na obchodní cestě zvané Česká cesta a první písemná zmínka je z roku 1262. Název vesnici dalo množství jabloní rostoucích v okolí. V letech 1609–1704 byla městem. V Jablonici se nachází kostel svatého Štěpána krále z roku 1729 a barokní zámek s parkem.  Vesnice je výchozím bodem pro výlety po chráněné krajinné oblasti Malé Karpaty.

## Přírodní poměry
V katastrálním území obce se nachází krasová vyvěračka Zrubárka. Tok Myjavy a přilehlé břehové porosty jsou chráněny jako přírodní památka Rieka Myjava.

## Rodáci
- Dionýz Blaškovič (1913–1998), předseda SAV
- Ján Režňák (1919–2007), válečný pilot